# Michail Semenov
Pour les articles homonymes, voir Semenov.
pour le lutteur voir Mikhail Siamionau
Michail Semenov (en biélorusse : Міхаіл Сямёнаў, Mikhail Siamionau et en russe : Михаил Алексеевич Семёнов, Mikhail Alekseyevich Semyonov), né le 6 février 1986 à Ostrov, est un fondeur et biathlète biélorusse d'origine russe. 
Actif au début de sa carrière pour la Russie, il a participé aux Jeux olympiques d'hiver de 2014 et de 2018 sous les couleurs biélorusses.

## Biographie
En 2003, pour sa première compétition internationale, il remporte la médaille d'or au quinze kilomètres libre lors du Festival olympique de la jeunesse européenne à Pokljuka.
En janvier 2007, il dispute sa première course dans la Coupe du monde à Rybinsk, terminant 29e du trente kilomètres libre. Cette année, il est cependant contrôlé positif à des stéroides, avant d'être recruté par les Biélorusses en 2008-2009.
Il fait ses débuts avec l'équipe biélorusse de ski de fond lors de la saison 2010-2011, lors de laquelle il prend part à ses premiers championnats du monde à Oslo. Un an plus tard, il signe son meilleur résultat en Coupe du monde avec une onzième place au quinze kilomètres libre de Rybinsk. En mars 2013, il signe un autre top quinze au cinquante kilomètres de Holmenkollen, qu'il termine 14e.
À l'Universiade d'hiver de 2013, le Biélorusse obtient son premier podium international sous ses nouvelles couleurs, remportant la médaille d'argent au dix kilomètres, derrière Milanko Petrovic.
En 2014, il prend part aux Jeux olympiques de Sotchi, où son meilleur résultat individuel est 17e du cinquante kilomètres libre. Un an plus tard, Semenov signe son meilleur résultat sur un rendez-vous majeur, avec une douzième place au quinze kilomètres libre des Championnats du monde à Falun.
En 2018, même s'il échoue à marquer des points pour la Coupe du monde, il est sélectionné pour les Jeux olympiques à Pyeongchang, obtenant comme meilleur résultat individuel une 38e place sur le quinze kilomètres.
En 2009 et 2010, il s'est essayé au biathlon au niveau international, prenant part à la Coupe du monde, où il inscrit des points à une reprise avec une 31e place sur le sprint d'Oberhof, ce qui lui vaut une 103e place au classement général.

## Palmarès en ski de fond

### Jeux olympiques
| Épreuve / Édition   | Sprint                           | Sprint                           | 15 km                            | 15 km                            | Skiathlon 2 × 15 km | 50 km | Relais | Relais    |
| Épreuve / Édition   | libre                            | classique                        | libre                            | classique                        | Skiathlon 2 × 15 km | 50 km | Sprint | 4 × 10 km |
| JO 2014 Sotchi      | 47e                              | Épreuve inexistante à cette date | Épreuve inexistante à cette date | 59e                              | 23e                 | 17e   | —      | 14e       |
| JO 2018 Pyeongchang | Épreuve inexistante à cette date | -                                | 38e                              | Épreuve inexistante à cette date | 42e                 | 40e   | 14e    | -         |

Légende :
- — : épreuve non disputée par Semenov.
- : épreuve ne figurant pas au programme.

### Championnats du monde
- Meilleur résultat : 10e au sprint par équipes en 2013.

| Épreuve / Édition           | Sprint                           | Sprint                           | 15 km                            | 15 km                            | Poursuite / Skiathlon 2 × 15 km | 50 km | Relais | Relais    |
| Épreuve / Édition           | libre                            | classique                        | libre                            | classique                        | Poursuite / Skiathlon 2 × 15 km | 50 km | Sprint | 4 × 10 km |
| Mondiaux 2011 Oslo          | -                                | Épreuve inexistante à cette date | Épreuve inexistante à cette date | 35e                              | —                               | 50e   | —      | -         |
| Mondiaux 2013 Val di Fiemme | Épreuve inexistante à cette date | -                                | 52e                              | Épreuve inexistante à cette date | Disqualifié                     | -     | 10e    | 14e       |
| Mondiaux 2015 Falun         | Épreuve inexistante à cette date | 55e                              | 12e                              | Épreuve inexistante à cette date | 18e                             | -     | 11e    | 14e       |
| Mondiaux 2017 Lahti         | 51e                              | Épreuve inexistante à cette date | Épreuve inexistante à cette date | Abandon                          | 40e                             | 30e   | 15e    | -         |

### Coupe du monde
- Meilleur classement général : 72e en 2013.
- Meilleur résultat individuel : 11e.

#### Classements par saison
| Saison    | Classement général final | Classement distance | Classement sprint |
| 2006-2007 | 166e                     | 110e                | -                 |
| 2010-2011 | 135e                     | 86e                 |                   |
| 2011-2012 | 84e                      | 52e                 | -                 |
| 2012-2013 | 70e                      | 49e                 | 107e              |
| 2013-2014 | 126e                     | 78e                 |                   |
| 2014-2015 | 123e                     | 73e                 | -                 |
| 2016-2017 | 152e                     | 105e                | -                 |
| 2019-2020 | 121e                     | 87e                 | -                 |

### Universiades
- Trentin 2013 :
  -  Médaille d'argent sur le dix kilomètres libre.

### Festival olympique de la jeunesse européenne
- Poklujka 2003 :
  -  Médaille d'or sur le quinze kilomètres libre.

## Palmarès en biathlon

### Coupe du monde
- Meilleur classement général : 103e en 2010.
- Meilleur résultat individuel : 31e.

#### Classements par saison
| Saison    | Individuel | Individuel | Sprint | Sprint   | Poursuite | Poursuite | Mass start | Mass start | Général | Général  |
| Saison    | Points     | Position   | Points | Position | Points    | Position  | Points     | Position   | Points  | Position |
| --------- | ---------- | ---------- | ------ | -------- | --------- | --------- | ---------- | ---------- | ------- | -------- |
| 2009-2010 | -          | -          | 10     | 85e      | -         | nc        | -          | -          | 10      | 103e     |